# Landtagswahlkreis 1 (Kärnten)
Der Wahlkreis 1 (Klagenfurt) ist ein Wahlkreis in Kärnten, der die politischen Bezirke Klagenfurt-Land und Klagenfurt am Wörthersee umfasst. Bei der Landtagswahl 2018 waren im Wahlkreis 1 119.795 Personen wahlberechtigt, wobei bei der Wahl die Sozialdemokratische Partei Österreichs (SPÖ) mit 51,7 % als stärkste Partei hervorging. Neben der SPÖ, die drei Grundmandate erringen konnte erreichten die Freiheitliche Partei Österreichs (FPK) und die Österreichische Volkspartei (ÖVP) jeweils ein Grundmandat.

## Geschichte
Ursprünglich bestand in Kärnten bei Landtagswahlen lediglich ein Wahlkreis. Nachdem die burgenländische Landtagswahl 1977 beim Verfassungsgerichtshof angefochten worden war, erkannte der Verfassungsgerichtshof, dass die Nennung von „Wahlkreisen“ im Artikel 26 des Bundes-Verfassungsgesetzes, also im Plural, dahingehend auszulegen sein, dass mindestens zwei Wahlkreise pro Bundesland bestehen müssen. In der Folge änderten die betroffenen Bundesländer Kärnten, Salzburg und das Burgenland ihre Landtagswahlordnungen. Kärnten vollzog die notwendige Adaptierung mit der am 18. Mai 1979 erfolgten Änderung der Landtagswahlordnung 1974, wobei das Landesgebiet in vier Wahlkreise unterteilt wurde. Zum Wahlkreis 1 wurden dabei die Bezirke Klagenfurt-Land (ohne die Expositur Feldkirchen bzw. den späteren Bezirk Feldkirchen) und Klagenfurt zusammengeschlossen.
Bei der ersten Landtagswahl im Wahlkreis 1 erreichte die Sozialdemokratische Partei Österreichs (SPÖ) mit 49,8 % ihr bisher bestes Ergebnis. Trotz starker Stimmenverluste konnte die SPÖ bis 1994 im Wahlkreis die relative Mehrheit verteidigen, wobei sie in diesem Jahr nur mehr knapp vor den Freiheitlichen lang. Nachdem die SPÖ bei der Landtagswahl 2004 nach sukzessiven Verlusten wieder einen Gewinn einfahren konnte, rutschte sie schließlich 2009 auf 27,1 % ab, ihr bisher schlechtester Wert. Dadurch konnte sie auch nur noch zwei Grundmandate erlangen, zwei weniger als bei ihrem besten Ergebnissen. War die SPÖ von 1999 bis 2009 nur auf dem zweiten Platz gelandet, so konnte sie 2013 mit 40,0 % den ersten Platz von den Freiheitlichen zurückerobern.
Die Freiheitlichen, 1984 mit 14,5 % nur drittstärkste Kraft, legten unter Jörg Haider bis 1999 kontinuierlich auf 41,9 % zu und eroberten in diesem Jahr den ersten Platz. Diesen konnten die Freiheitlichen mit jeweils rund 42 % auch bei den Wahlen 2004 und 2009 halten, wobei die Freiheitlichen 2009 unter der Marke BZÖ antraten. Nachdem sich die Freiheitlichen als FPK wieder vom BZÖ abgespalten hatten, verloren sie im Zuge verschiedener Korruptionsaffären bei der Landtagswahl rund 70 % ihres Stimmenanteils und fielen mit 12,4 % auf den vierten Rang zurück.
Die Österreichische Volkspartei (ÖVP), die 1984 mit 30,2 % und drei Grundmandaten noch den zweiten Rang belegte, fiel bereits 1989 hinter die Freiheitlichen zurück und erreichte zwischen 1989 und 1999 mit 22 bis 24 % Stimmenanteil zwei Grundmandate. Bei der Landtagswahl 2004 halbierte sich das Ergebnis der ÖVP auf 10,7 %, wodurch die ÖVP sogar auf Platz vier abrutschte. Nach dem historisch schlechtesten Ergebnis konnte sich die ÖVP bei den Landtagswahlen 2009 und 2013 mit 16,9 % bzw.13,3 % nur geringfügig erholen.
Die Grünen Kärnten scheiterten im Wahlkreis 1 mit verschiedenen Wahlbündnissen mehrfach an der hohen Grundmandatshürde, die für einen Einzug in den Landtag notwendig war. Erst bei der Landtagswahl 2004 konnten die Grünen mit 11,1 % ein Grundmandat im Wahlkreis erzielen und dadurch in den Kärntner Landtag einziehen. Die Grünen, die 2004 im Wahlkreis die ÖVP überholen konnten und den dritten Platz erzielten, fielen 2009 auf 8,6 % bzw. den vierten Platz zurück und verloren auch das Grundmandat. Durch eine Wahlrechtsänderung verblieben sie jedoch im Landtag. 2013konnte die Grünen ihren Stimmenanteil auf 16,5 verdoppeln, wobei sie wieder ein Grundmandat und erstmals den zweiten Platz erreichten.
Bei der Landtagswahl 2013 gelang auch dem Team Stronach (TS) und dem Bündnis Zukunft Österreich (BZÖ) der Einzug in den Landtag, mit 9,8 bzw. 6,1 % verfehlten sie jedoch ein Grundmandat.

## Wahlergebnisse
| Landtagswahlen im Wahlkreis 1 | Landtagswahlen im Wahlkreis 1 | Landtagswahlen im Wahlkreis 1 | Landtagswahlen im Wahlkreis 1 | Landtagswahlen im Wahlkreis 1 | Landtagswahlen im Wahlkreis 1 | Landtagswahlen im Wahlkreis 1 | Landtagswahlen im Wahlkreis 1 | Landtagswahlen im Wahlkreis 1 | Landtagswahlen im Wahlkreis 1 |
| ----------------------------- | ----------------------------- | ----------------------------- | ----------------------------- | ----------------------------- | ----------------------------- | ----------------------------- | ----------------------------- | ----------------------------- | ----------------------------- |
| Wahltermin                    | GM                            |                               | SPÖ                           | ÖVP                           | FPÖ/BZÖ/FPK                   | GRÜNE                         | TK                            | Sonstige                      |                               |
| 30. September 1984            |                               | Stimmenanteile (%)            | 49,80                         | 30,16                         | 14,53                         | -                             | -                             | 5,51                          |                               |
| 30. September 1984            | 9                             | Grundmandate                  | 4                             | 3                             | 1                             | -                             | -                             | 0                             |                               |
| 12. März 1989                 |                               | Stimmenanteile (%)            | 42,96                         | 21,60                         | 30,03                         | 2,09                          | -                             | 3,32                          |                               |
| 12. März 1989                 | 9                             | Grundmandate                  | 4                             | 2                             | 3                             | 0                             | -                             | 0                             |                               |
| 13. März 1994                 |                               | Stimmenanteile (%)            | 34,89                         | 24,22                         | 33,94                         | 1,84                          | -                             | 5,12                          |                               |
| 13. März 1994                 | 9                             | Grundmandate                  | 3                             | 2                             | 3                             | 0                             | -                             | 0                             |                               |
| 7. März 1999                  |                               | Stimmenanteile (%)            | 30,64                         | 21,61                         | 41,85                         | -                             | -                             | 5,90                          |                               |
| 7. März 1999                  | 9                             | Grundmandate                  | 3                             | 2                             | 4                             | -                             | -                             | 0                             |                               |
| 7. März 2004                  |                               | Stimmenanteile (%)            | 35,79                         | 10,72                         | 41,71                         | 11,07                         | -                             | 0,71                          |                               |
| 7. März 2004                  | 9                             | Grundmandate                  | 3                             | 1                             | 3                             | 1                             | -                             | 0                             |                               |
| 1. März 2009                  |                               | Stimmenanteile (%)            | 27,09                         | 16,94                         | 41,84                         | 8,64                          | -                             | 5,50                          |                               |
| 1. März 2009                  | 9                             | Grundmandate                  | 2                             | 1                             | 3                             | 0                             | -                             | 0                             |                               |
| 3. März 2013                  |                               | Stimmenanteile (%)            | 40,03                         | 13,27                         | 12,39                         | 16,49                         | 9,82                          | 7,98                          |                               |
| 3. März 2013                  | 9                             | Grundmandate                  | 3                             | 1                             | 1                             | 1                             | 0                             | 0                             |                               |
| 4. März 2018                  |                               | Stimmenanteile (%)            | 51,72                         | 13,28                         | 19,89                         | 4,96                          | 4,88                          | 5,25                          |                               |
| 4. März 2018                  | 10                            | Grundmandate                  | 5                             | 1                             | 1                             | 0                             | 0                             | 0                             |                               |
| 5. März 2023                  |                               | Stimmenanteile (%)            | 41,57                         | 15,17                         | 18,72                         | 5,54                          | 11,05                         | 7,95                          |                               |
| 5. März 2023                  | 10                            | Grundmandate                  | 4                             | 1                             | 1                             | 0                             | 1                             | 0                             |                               |